# عباس کرباسیون
عباس کرباسیون (۱۳۰۱، اصفهان – ۹ خرداد ۱۳۷۱، اصفهان) طراح نقوش فرش و کاشی ایران و اصفهان و از جمله شاگردان احمد ارچنگ بود.

## زندگینامه
عباس کرباسیون در سال ۱۳۰۱ خورشیدی در شهر اصفهان به دنیا آمد. پس از اتمام تحصیلات ابتدایی برای یادگیری طراحی نقوش قالی به شاگردی مصورالملکی در آمد و پس از آن نزد احمد ارچنگ رفت. او در این هنر به حدی رسید که می‌توانست طرحهایی از اسلیمی و ختایی را در وسعت زیاد ترسیم کند.
کمی بعد با دانشی که از طراحی نقوش به دست آورده بود به همکاری با هنرمندان مطرح وقت نظیر علی پنجه پور پرداخت. او در جایی گفته است که زیباترین آثار خود را برای پنجه‌پور آفریده است. پنجه پور نیز وی را «اعجوبه و احیاگر هنر طراحی کاشی در دوران معاصر» توصیف کرده است.
کرباسیون درباره هنر طراحی فرش می‌گوید: «استاد من و همه کسانی که کار نقشه فرش می‌کنند میدان نقش جهان است. کتاب من همیشه مسجد شیخ لطف الله و عالی قاپو بوده و استاد همگی ما رضا عباسی است. فرشی باارزش خواهد بود که دارای طراحی ارزنده و رنگ‌آمیزی متناسب و نقطه‌چینی صحیح و بافتی ظریف باشد. قلم زدن صحیح آن است که گل‌ها، سرچنگ‌ها و ختایی‌ها همه در جای صحیح خود قرار گیرند. نوگرایی در طراحی فرش مطلوب خواهد بود چنانچه نقشهٔ ترسیم‌یافته دارای اصالت هنری باشد و معیارهای استاد رضا عباسی در آنها رعایت شده باشد و فرم های اصلی تغییر نیابند.»
فهرست زیر بخشی از آثار کاشیکاری او را شامل می‌شود:
1. مرقد زینب در دمشق
2. صحن ابوالفضل العباس در کربلا
3. حرم امام حسین در کربلا
4. حرم امام رضا در مشهد به همراه بخشی از صحن آن
5. گنبد و محراب مسجد طباطبائی در قم
6. بخشی از میدان نقش جهان اصفهان
7. مسجد گوهرشاد مشهد
8. مسجد سید اصفهان
9. مسجد رحیم‌خان اصفهان
10. حسینیه طوقچی اصفهان
11. حسینیه عمادزاده اصفهان
12. مسجد الهادی اصفهان
13. حسینیه رضوی اصفهان
14. سردر وزارت خارجه در تهران

کرباسیون بر اثر بیماری دیابت در ۹ خرداد ۱۳۷۱ در گذشت. او را در قطعه ۱۰ گورستان باغ رضوان اصفهان به خاک سپردند.